# Tirukkural

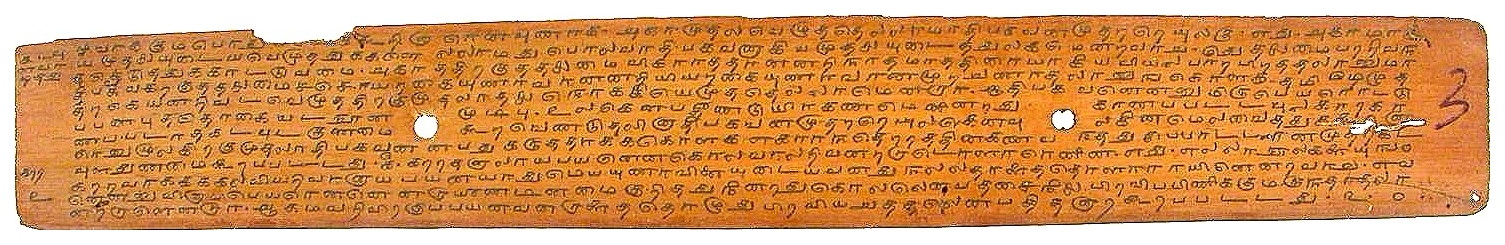
Rękopis Tirukkuralu na liściu palmy

Tirukkural – ważne dzieło w literaturze Tamilów, napisane przez Thiruvalluvara w formie wierszowanej. Przedstawia różne aspekty życia. Zawiera 1330 dwuwierszy, zgrupowanych w 133 rozdziały po 10 dwuwierszy każdy. Każdy dwuwiersz (werset) składa się z siedmiu słów i jest podzielony na dwa wersy (4 i 3 słowa). Niektórzy badacze uważają, że Tiruvalluvar napisał więcej niż 1330 dwuwierszy, lecz reszta dzieła zaginęła. Jednakże jest to mało prawdopodobne, gdyż pisarze z Indii odwoływali się do owych 1330 wersetów, jedynie grupując je w inny sposób.

Słowo Kural ma ogólne znaczenie. Z grubsza oznacza lapidarny dwuwiersz (porównaj sutra). Tirukkural więc oznacza zbiór dwuwierszy.

## Cytaty
- Strzała jest prosta, lecz żądna krwi, a lutnia wygięta, choć słodką melodią rozbrzmiewa naokół. Nie sądź więc ludzi wedle pozoru, ale wedle ich czynów.

- Jak to się dzieje, że człowiek, który raz poczuł piękno dobrych słów, nieraz jeszcze gwałtownych i złośliwych używa? Wszak twardym, nieżyczliwym mówiąc słowem, gdy łagodne może świetnie służyć, człowiek staje się podobny do głupca, który zielone niedojrzałe owoce nad słodycz dojrzałych przedkłada.